# Racing Club de France (water-polo)
Le Racing Club de France est un club omnisports français  dont la section water-polo a été plusieurs fois champions de France. Ce sont d’anciens joueurs de waterpolo qui ont créé la section Natation du Racing Club de France. On peut parler de « canal historique », puisque le RCF est toujours le club français le plus titré de la natation française. La section water-polo a suivi le même chemin vers les victoires.
Supprimée en 1997, elle renaît en 2008 grâce à la pugnacité de ses poloïstes et au soutien de la Fédération Française de Natation, du Comité d’Île-de-France, de l’UCPA et de la Ville de Paris.

## Palmarès
- Championnat de France masculin de water-polo (2) :
  - Champion : 1951, 1955
  - Vice-champion : 1952, 1984, 1986, 1987
- Coupe de France (1) :  1989
- Nationale 1 :
  - Champion : 1989
  - Vice-champion : 1993, 1994, 1995
- Nationale 2 (1) :
  - Champion : 2018
- Nationale 3 :
  - Vice-champion : 2011[2]